# Charley FC
Der Charley Football Club, kurz Charley, war ein Fußballverein aus Montevideo in Uruguay.

## Geschichte
1914 gewann Charley die Meisterschaft der drittklassigen Divisional Extra. 1916 stieg die Mannschaft des Vereins als Meister der Divisional Intermedia in die höchste uruguayische Spielklasse, die Primera División, auf. Im Jahr der ersten Teilnahme am dortigen Spielbetrieb belegte man 1917 den achten Tabellenplatz. In der bis einschließlich 1924 währenden Erstklassigkeit des Vereins belegte das Team durchgehend hintere Tabellenplätze. Die Spielzeiten 1918, 1920 und 1922 schloss man als Vorletzter der Tabelle ab. 1919 beendete Charley gar als Letzter. Lediglich 1921 platzierte man sich auf dem neunten Rang.
Während der Spaltung der Organisationsstruktur im uruguayischen Fußball, als einige Mannschaften ab 1922 unter dem Dach der neu gegründeten Federación Uruguaya de Football (FUF) eine Parallelmeisterschaft ausspielten, trat der Verein – ebenso wie die Wanderers und CA Lito – sowohl in der von der Asociación Uruguaya de Fútbol (AUF) ausgerichteten Meisterschaftsrunde der Primera División als auch mit einer B-Mannschaft in der Meisterschaft der FUF an. Während man bei der AUF 1923 Elfter und 1924 Zwölfter wurde, was den vorletzten bzw. den letzten Platz bedeutete, war man auch in Reihen der FUF nicht erfolgreicher. Dort wurde man in diesen beiden Jahren 18. und 16. Nach der Wiedervereinigung der Ligen gehörte der Charley Football Club nicht mehr der höchsten Spielklasse an. Damit endete die erfolgreiche Zeit der Vereinsgeschichte.
Im Laufe ihrer Karriere spielten unter anderem die beiden Weltmeister Emilio Recoba und Pedro Petrone für die Mannschaft des Vereins.

## Erfolge
- Meister der Divisional Extra: 1914
- Meister der Divisional Intermedia: 1916